# Rosendunört
Rosendunört (Epilobium hirsutum) är en art i familjen dunörtsväxter och förekommer naturligt i Europa samt norra Afrika. Numera finns arten förvildad på andra platser, exempelvis Nordamerika. Arten odlas ibland som trädgårdsväxt, men betraktas vanligen som ett ogräs.

## Synonymer
Chamaenerion grandiflorum Moench
Chamaenerion hirsutum (L.) Scop.
Epilobium amplexicaule Lamarck
Epilobium aquaticum Thuilier
Epilobium grandiflorum Weber
Epilobium himalense Royle
Epilobium hirsutum f. alboroseum D.McClintock
Epilobium hirsutum f. minor I.Ganchev
Epilobium hirsutum f. minus I.Ganchev
Epilobium hirsutum var. parviflorum Ehrhart
Epilobium hirsutum var. subglabrum W.D.J.Koch
Epilobium hirsutum var. vilosissimum W.D.J.Koch
Epilobium laetum Wallich
Epilobium mirei Quezel
Epilobium nassirelinulcii Stapf
Epilobium peradnatum Borb.
Epilobium ramosum Hudson
Epilobium sericeum Bentham
Epilobium serratum Jacquem. ex C.B.Clarke
Epilobium tomentosum Vent. nom. illeg.
Epilobium velutinum Nevski nom. illeg.
Epilobium villosum Thunberg